# NGC 1437
NGC 1437 är en stavgalax i stjärnbilden Eridanus. Den upptäcktes år 1837 av John Herschel. 